# Аних, Петер
Питер Аних (нем. Peter Anich; 22 февраля 1723, Оберперфус — 1 сентября 1766, Инсбрук) — австрийский картограф.

## Биография

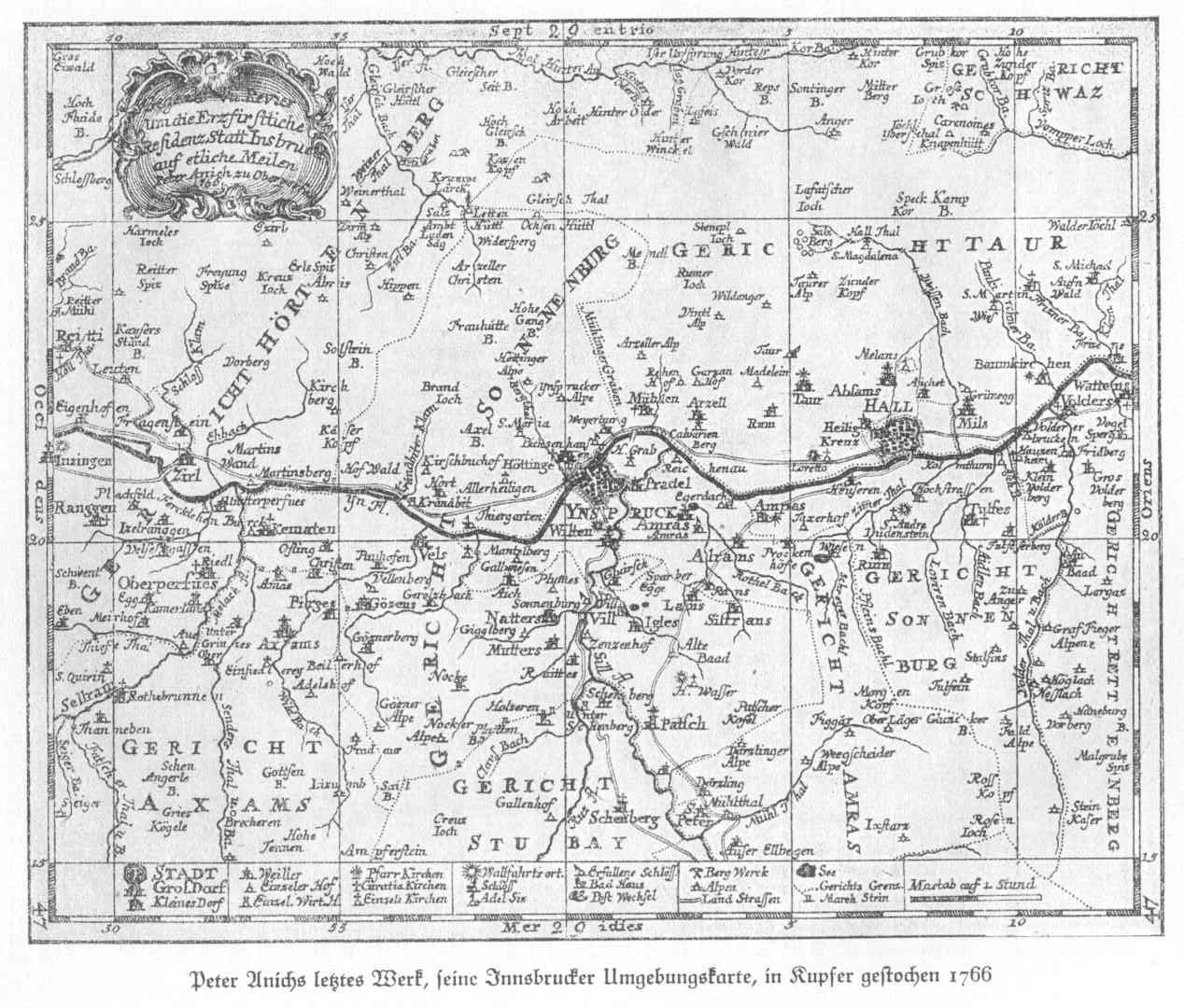
Одна из карт Питера Аниха (1766).

Питер Аних родился 22 февраля 1723 года в городе Оберперфусе близ Инсбрука в семье австрийского фермера.
Занимаясь с самой молодости наряду с своими сельскохозяйственными работами астрономией и геометрией, так же как механическими работами, Аних лишь с 1751 году поступил в обучение к иезуитам в городе Инсбруке, преподававшим ему математику и физику.
После того как он приготовил несколько превосходных для своего времени глобусов и математических инструментов, императрица Священной Римской империи Мария Терезия поручила ему составление специальной карты Тироля. Когда поручение императрицы было уже почти выполнено, Питер Аних скоропостижно скончался 1 сентября 1766 года в Инсбруке.
Карта была издана в 1774 году на 21 листе.
Его именем названа солнечная обсерватория в Южном Тироле — «Sonnenobservatorium Peter Anich».
Изображен на австрийской почтовой марке 1966 года.